# Ладо Асатіані
Ладо (Володимир) Асатіані (груз. ლადო (ვლადიმერ) ასათიანი; 14 січня 1917, Кутаїсі — 23 червня 1943) — грузинський поет.

## Біографія
Батько, Мелкіседекі та мати, Ліда Цкітішвілі, були вчителями. Дід Асатіані, Гуджу, мешканець села Барднала в історичній області Лечхумі, був розкуркулений. Сім'я отця Асатіані переїхала до Кутаїсі, де Ладо закінчив школу-семирічку і розпочав навчання у сільськогосподарському технікумі.
Мелкіседекі Асатіані вдалося повернутися до рідного села, де він разом із дружиною став викладати у місцевій школі, проте у 1937 році його дружину репресували, вона була заслана до Сибіру, де невдовзі й померла.
Ладо закінчив Кутаїський педагогічний інститут ім. А. Цулукідзе (1938).
З 1938 жив у Тбілісі, на вулиці Павла Інгорокви (будинок не зберігся)..
Співпрацював у газетах «Наше покоління» та «Юний ленінець», працював редактором.
Помер від туберкульозу, яким хворів з 1939 року. Ім'ям Ладо Асатіані названо вулицю в Тбілісі.